# Café Derby
Café Derby is een Belgische film uit 2015 onder regie van Lenny Van Wesemael. De film ging in première op 11 september als openingsfilm van het filmfestival Oostende.

## Verhaal
Het is 1985. Georges en Renée sluiten hun café nadat er onlangs naast hen een studentencafé is geopend met lagere prijzen. Volgens Georges doet dat café daardoor aan "oneerlijke concurrentie". Verder is Georges marktkramer waar hij wasproducten verkoopt en is hij ook vertegenwoordiger van dure waterreinigingsapparaten voor thuisgebruik.
Zonder medeweten van Renée heeft Georges afgesproken met een makelaar om een afgelegen café - naast het vliegveld St-Denijs-Westrem - te bezichtigen. Een grote troef is dat Flanders Expo niet ver van het café wordt gebouwd. Het is pas nadat Georges verneemt dat paus Johannes Paulus II binnenkort op dat vliegplein een openluchtmis zal houden, hij de huurovereenkomst aangaat. Daarbij komt dat er in de nabije omgeving geen enkele horeca is en het pauscomité geen eten en drinken verkoopt. De geschatte 120.000 bezoekers moeten ook nog allemaal langs het café passeren en Georges is er zeker van dat minstens de helft van die bezoekers bij hem twee consumpties zullen afnemen. Uiteindelijk beslissen Georges en de vaste caféklanten om ook een markt te organiseren met allerhande eet- en drankkraampjes en prullaria zoals kaarsen, paternosters, afbeeldingen van de paus... Dankzij deze opbrengst zullen Georges en Renée kunnen rentenieren en is de toekomst van hun vijf kinderen ook verzekerd.
Echter, het pauscomité beslist uiteindelijk om ook eten en drank te verkopen. Op de dag van het bezoek staan er dan ook nog eens grote dranghekken voor de oprit naar café Derby. Hierdoor zijn het café en de markt volledig afgesloten van de bezoekers. Het pauscomité beweert dat dit een beslissing is van de burgemeester en de gemeenteraad en dat zij verder niets kunnen doen. Ook de aanwezige rijkswacht laat niet toe dat de hekken worden verplaatst omwille van veiligheidsredenen. Hierdoor blijft Georges zitten met een schuld van meer dan 500.000 Belgische Franken waardoor hij ook geen wasproducten meer kan aankopen.
Zijn vrouw komt met een oplossing: in een boek over geneeskundige planten staat een recept hoe ze met lindebloessems en enkele andere kruiden een zalf kunnen maken die goed is voor allerhande voetaandoeningen. Daarbij komt dat al deze planten en kruiden in hun tuin staan. Het product verkoopt in eerste instantie goed. Dochter Sara verklapt echter aan een klasgenoot dat ze de zalf zelf maken. Daardoor ontstaat de roddel dat het product totaal geen werking heeft waardoor niemand het nog koopt.
Georges heeft een onderhoud met een belangrijk schepen al wil hij zijn vrouw niet zeggen waarover dit gaat. Niet veel later moeten zij naar een feestje van die schepen. Georges wordt er onwel en sterft op weg naar het ziekenhuis.  Enkele dagen later ontvangt Renée een brief van het schepencollege: alle achterstallige huur wordt kwijtgescholden en er dient voorlopig ook geen huur meer betaald te worden.

## Rolverdeling
| Acteur               | Personage          |
| -------------------- | ------------------ |
| Wim Opbrouck         | Georges            |
| Chloë Daxhelet       | Sara               |
| Monic Hendrickx      | Renée              |
| Charlotte De Wulf    | Virginie           |
| Zinya Van Reeth      | Barbara            |
| Robbe Langeraert     | Olivier            |
| Ezra Fieremans       | Dimitri            |
| Andres Doise         | Kenneth            |
| Ben Segers           | Rob                |
| Geert Van Rampelberg | Frank              |
| Dirk Van Dijck       | Jan Van Den Abeele |
| Wennie De Ruyck      | Zatte Kamiel       |
| Günther Lesage       | Marktkramer Jo     |
| Marc Van Eeghem      | Marktkramer Steve  |
| Giskard Van Wesemael | Marktkramer Stef   |

## Productie
De opnames liepen van 21 juli 2014 tot 29 augustus 2014 en er werd gefilmd in een café in Wondelgem omdat het bestaande café Derby reeds gesloopt werd alsook op het vliegveld van Goetsenhoven nabij Tienen. De film is gebaseerd op het verhaal van Van Wesemaels vader, die marktkramer was en de dochter Sara is de filmversie van de jonge Van Wesemael.